# Walter Gieseking

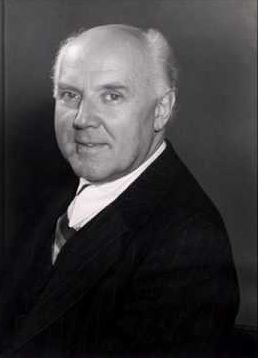
Walter Gieseking (1949)

Walter Gieseking, född 5 november 1895 i Lyon, Frankrike, död 26 oktober 1956 i London, Storbritannien, var en tysk pianist och tonsättare. 

## Biografi
Han hade tyska föräldrar och fadern var läkare och amatörmusiker. Familjen bodde mestadels på Rivieran och sonen Walter fick pianolektioner redan som fyraåring och senare fiollektioner under fem år. Han studerade 1911-1915 vid musikkonservatoriet i Hannover och debuterade därefter som pianist, då han framförde Beethovens pianosonater. Därpå följde omfattande konsertresor, som efter kriget utsträcktes till Europa och från 1926 även till Förenta staterna. Han gästspelade i Stockholm första gången 1922 och i Göteborg första gången 1924. På senare år var Gieseking även verksam som pedagog i Wiesbaden och från 1947 vid musikkonservatoriet i Saarbrücken.
Gieseking hade ett tekniskt fulländat och mångsidigt spel och räknades till en av sin tids förnämsta pianister. Hans anslag var speciellt subtilt, vilket gjorde honom särskilt ägnad att tolka impressionistisk musik, såsom Claude Debussys. Han behärskade emellertid all musik för klaverinstrument från Bach till moderna tonsättare. Sin metodik presenterade han 1931 tillsammans med Karl Leimer i boken Modernes Klavierspiel.  
Han komponerade bland annat kammarmusik, pianomusik, såsom Drei Tanzimprovisationen für Piano (1927), och flera sånger.  